# رافائل ادهولم
رافائل ادهولم (سوئدی: Rafael Edholm؛ زادهٔ ۸ مهٔ ۱۹۶۶) بازیگر و کارگردان فیلم اهل سوئد است.
از فیلم‌ها یا برنامه‌های تلویزیونی که وی در آن نقش داشته است، می‌توان به بال‌های شیشه‌ای و سریال تلویزیونی اسپیرال اشاره کرد.